# Bazylika św. Jana Chrzciciela w Laren
Bazylika św. Jana Chrzciciela w Laren (hol. Sint-Jansbasiliek (Laren)) – kościół rzymskokatolicki w Laren przy Brink 31, zbudowany w stylu neogotyckim w 1924. Od 1937 nosi tytuł bazyliki mniejszej.
Bazylika św. Jana Chrzciciela w Laren figuruje w rejestrze zabytków pod nr 511274.

## Historia

### XI–XIX w.
W XI w. na terenie obecnego cmentarza św. Jana zbudowano pierwszą kaplicę. Około 1200 kaplicę zastąpił kościół św. Jana Chrzciciela, jako kościół lokalny.
W XV w. pośrodku wsi przy Naarderstraat została zbudowana kaplica. W 1521 kaplica, którą w międzyczasie przebudowano na  jednonawowy kościół z wieżą, stała się kościołem parafialnym pod wezwaniem św. Jana Chrzciciela.
W 1581 katolicy w wyniku naporu reformacji utracili wolność sprawowania nabożeństw oraz swój kościół parafialny i przenieśli się do zniszczonego kościoła na cmentarzu.
W1586 w wyniku narastających prześladowań kościół cmentarny został zburzony, a katoliccy parafianie przez dłuższy czas musieli odprawiać nabożeństwa potajemnie, po domach.
W XVIII w. nastała wolność religijna. W 1760, za zgodą państwa, katolicy zyskali tymczasowy drewniany kościół. W 1795 zakończyła się dominacja protestantów.
W 1845 z dotacji państwowych zbudowano tzw. Waterstaatskerk. 

### XX/XXI w.
W 1925 na miejscu Waterstaatskerk zbudowano obecny, dwuwieżowy kościół św. Jana, który w 1937 otrzymał z rąk papieża Piusa XI tytuł bazyliki mniejszej.
W 1956 w wyniku wzrostu liczby parafian utworzono nową parafię i rozpoczęto budowę drugiego kościoła, pod wezwaniem Dobrego Pasterza.
W 1978 obie parafie, św. Jana i Dobrego Pasterza połączyły się, a kościół tej ostatniej został w 1984 zlikwidowany.
W 1998 bazylika św. Jana zyskała status zabytku (Rijksmonument).
19 maja 2002 w niedzielę Zesłania Ducha Świętego zainaugurowano w bazylice nowe organy, zbudowane przez zakład organmistrzowski Adema-Scheurs.